# Albaching
Albaching est une commune de Bavière (Allemagne), située dans l'arrondissement de Rosenheim, dans le district de Haute-Bavière.

## Démographie
Personnes ayant leur résidence habituelle sur le territoire de la commune, le 31 décembre :
| Année | Population |
| ----- | ---------- |
| 2011  | 1 648      |
| 2012  | 1 657      |
| 2013  | 1 708      |
| 2014  | 1 729      |
| 2015  | 1 714      |
| 2016  | 1 732      |